# Парейс
Па̀рейс (на африкаанс: Paris [ˈpɑːreɪs]) е град в Централна Република Южна Африка, Провинция Фрайстат, Окръг Фезиле-Даби. Адм. център на Общината Нгватхе. През 2011 г. градът има 48 169 жители.